# للسليت (كيبك)
للسليت (بالإنجليزية: L'Islet, Quebec)‏ هي بلدية محلية في كيبيك تقع في كندا في L'Islet Regional County Municipality. يقدر عدد سكانها بـ 3,999 نسمة ومساحتها 176.30 كم2 .

## أعلام
- فرانسوا لابوينت